# Pāvels Šteinbors
Pāvels Šteinbors, né le 21 septembre 1985 à Riga, est un footballeur international letton. Il évolue au poste de gardien de but avec le Jagiellonia Białystok en Pologne.

## Biographie

### En club
Pāvels Šteinbors évolue en Lettonie, en Angleterre, en Afrique du Sud, en Pologne, et à Chypre.
Il participe aux tours préliminaires de la Ligue des champions et de la Ligue Europa.
Il est élu footballeur letton de l'année en 2019 et 2020.

### En équipe nationale
Pāvels Šteinbors trois sélections en équipe de Lettonie entre 2015 et 2017. Il joue à cet effet contre l'Irlande du Nord, la Géorgie, et l'Estonie (trois défaites, huit buts encaissés).
Après la retraite internationale de Andris Vaņins, il devient titulaire régulier de la sélection lettonne.

## Palmarès
- Skonto Riga
  - Champion de Lettonie en 2001, 2002 et 2003.
  - Vainqueur de la Coupe de Lettonie en 2001 et 2002.

- Metalurgs Liepāja
  - Champion de Lettonie en 2009.

- Arka Gdynia
  - Vainqueur de la Coupe de Pologne en 2017.
  - Vainqueur de la Supercoupe de Pologne en 2017.